# ÖLAG

Junkers G 24 компании ÖLAG (борт A-100) в аэропорту Зальцбурга, фото Вальтера Миттельхольцера (1933)

Österreichische Luftverkehrs AG, сокращенно ÖLAG или OeLAG — основанная в 1923 году австрийская авиакомпания. В 1939 году, после Аншлюса была объединена с немецкой Luft Hansa в 1939 году. Базовый аэропорт Вена-Асперн.

## История
3 мая 1923 года Вальтер Бардас-Барденау получил разрешение от австрийского правительства на создание авиакомпании. Он приобрёл один процент акций недавно созданной Österreichischen Luftverkehrs-Aktiengesellschaft, остальные акции достались Österreichische Eisenbahn-Verkehrsanstalt AG (до 2001 года: Österreichische Eisenbahn-Verkehrs-Anstalt GmbH: 50 %) и Junkers-Werke (49 %).
Флот воздушных судов поначалу состоял из Junkers F 13. Первый рейс компании из Мюнхена в Вену был проведен 14 мая 1923 года; самолётом «D-219» управлял Ганс Баур. После полёта продолжительностью в 1 час 45 минут последовала посадка в Йедлезее; монтаж поплавков и дальнейший полёт в Будапешт.
Первоначально компания работала в рамках созданного Юнкерсом Транс-европейского Союза. Направления рейсов включали Мюнхен, Будапешт, Нюрнберг, Грац, Клагенфурт и Санкт-Вольфганг; некоторые направления в Австрии обслуживались гидросамолётами. Распад Союза в сентябре 1926 г. привёл к прекращению нескольких маршрутов.
С 1927 года ÖLAG при государственной поддержке закупала новые самолёты . Соглашение, заключенное в том же году с Deutsche Luft Hansa, предусматривало совместное использование судов обеих компаний. В последующий период была создана сеть маршрутов, протянувшаяся от Вены до Берлина, Будапешта и Милана. В 1932 году Luft Hansa приобрела 49 % акций, ранее принадлежавших Junkers. После окончания мирового экономического кризиса парк пополнился несколькими Junkers Ju 52/3m. Быстрое развитие компании в 1930-е годы на какое-то время привело её на четвёртое место среди европейских авиалиний.
В 1938 году ÖLAG планировала начать рейсы в Рим, Париж и Лондон. Для этой цели предполагалось использование четырёхмоторных Junkers Ju 90. После присоединения Австрии к Германии в марте 1938 г. от этих планов пришлось отказаться; компания перешла под полный контроль Lufthansa и была поглощена ею 1 января 1939 года. В июне 1939 года ÖLAG была исключена из торгового реестра.

### После войны

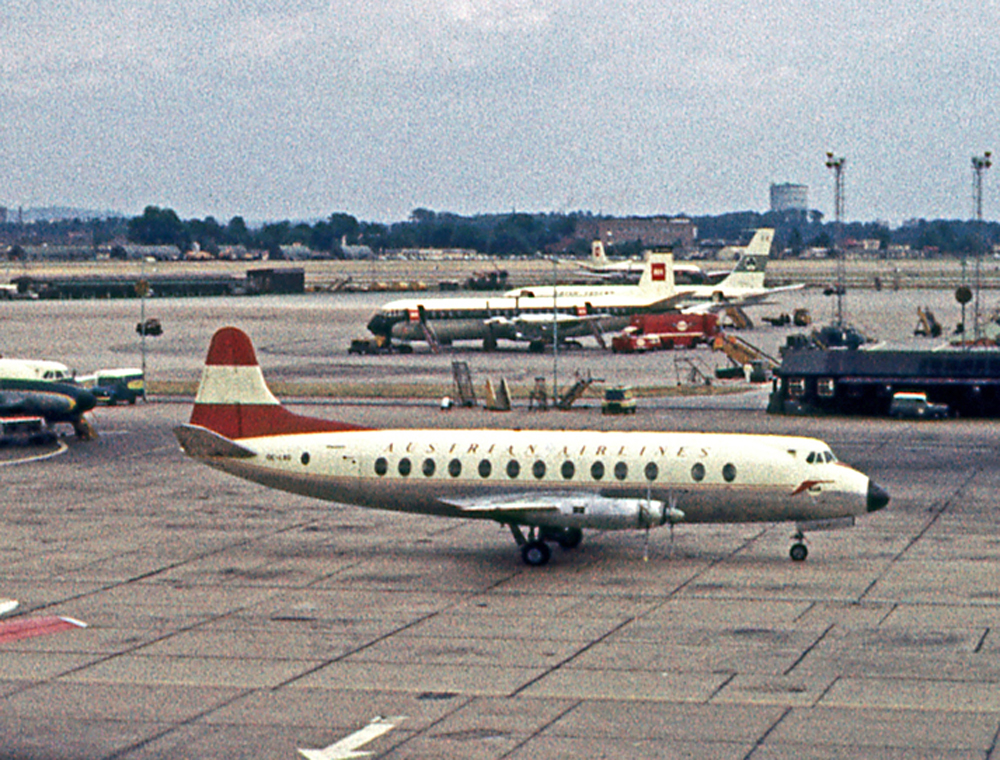
Vickers Viscount 837 компании Austrian Airlines в аэропорту Хитроу, 1962 год.

После Второй мировой войны Австрия, в соответствии с Декларацией о независимости 1955 года была отделена от Германии. Однако, у недавно воссозданного государства не было национальной авиакомпании. Этот недостаток должны были исправить созданные в том же году две отдельные компании: Air Austria и Austrian Airways. 4 апреля 1957 года состоялось их слияние, в результате которого была образована компания, вновь получившая название Österreichische Luftverkehrs AG и действующая по сей день под маркой Austrian Airlines. 30 сентября 1957 года новое предприятие приступило к работе, а первый полёт принадлежащего ему самолёта состоялся 31 марта 1958 года, когда арендованный Vickers Viscount 779 вылетел из Вены на регулярный рейс в Цюрих и Лондон.

## Флот
За исключением Douglas DC-2, все самолеты ÖLAG были выпущены фирмой Junkers. Многие из них были арендованы у Luft Hansa (с 1933 г. Lufthansa) и использовались в ÖLAG только в течение короткого времени.
В 1939 году Lufthansa приобрела шесть еще годных к полётам Ju 52. Несколько уцелевших старых машин, в том числе G 24, были списаны в последующие месяцы.
Следующие самолеты временно использовались компанией ÖLAG:
22 Junkers F 13закуплены между 1923 и 1929 гг.
1 Junkers G 23Зафрахтован у Lufthansa в 1927 г.
3 Junkers G 24закуплены между 1924 и 1931 гг.
1 Junkers G 31закуплен в 1928 г.
1 Douglas DC-2в период с 1934 по 1936 год в основном использовался как правительственный самолёт, затем был продан Swissair
7 Junkers Ju 52/3mзакуплены между 1935 и 1938 гг.

## Аварии и катастрофы
- 14 августа 1930 года Junkers F 13 разбился близ Вайлер-им-Алльгой, пилот погиб.
- 2 сентября 1930 года ещё один F 13 потерпел аварию у Валльгау, пилот погиб.

Далее самолёты ÖLAG эксплуатировались без происшествий до 1938 года.